# 풍양 조씨
풍양 조씨(豐壤趙氏)는 경기도 남양주시를 관향으로 하는 한국의 성씨이다. 시조는 고려의 개국공신 조맹(趙孟)이다.

## 역사
시조 조맹(趙孟)의 원래 이름은 바우(岩)이다. 그는 풍양현(현 경기도 남양주시 진건읍 송능리)에서 태어나 농사를 지으며 천마산 기슭 바위동굴에 은둔해 살았다. 당시 신라를 정벌하던 왕건은 영해(현 경상북도 영덕)지방 전투에서 신라군에 참패를 당하여 휘하의 장군들을 모아놓고 중지를 모았을 때 한결같은 대답은 풍양현에 숨어 사는 바우 도인의 지략을 빌리자는 것이었다. 이에 왕건이 그를 찾으니 당시 나이가 70여 세였다. 이때부터 신라 정벌의 길에 올라 뛰어난 지략과 용맹으로 삼국통일을 이루자 태조 왕건이 맹으로 이름을 내렸다.
벼슬은 문하시중(門下侍中) 평장사(平章事)이르렀고, 지금도 천마산에는 왕건을 만났다는 암굴(巖窟)이 있으며 견성암(見聖庵)을 세워 그를 수호하여 온다.
풍양 조씨는 신 안동 김씨, 여흥 민씨와 함께 조선 말 세도 가문 중 하나이다. 종묘배향공신 5명, 영의정 2명(조현명, 조인영)을 배출하였다.
관련 유적으로는 상주 오작당, 상주 양진당, 상주 청간정이 있다.

## 본관
풍양(豐壤)은 경기도 남양주시 진건읍, 진접읍, 오남읍 일대의 옛 지명이다. 백제와 고구려에 속했을 때는 골의노현(骨衣奴縣)이라 불렸는데, 757년(신라 경덕왕 16)에 황양(荒壤)으로 고쳐 한양군(漢陽郡)의 영현이 되었다. 940년(고려 태조 23)에 풍양으로 고쳐 양주에 속하였다. 1018년(현종 9) 포주(抱州 : 抱川)에 이속되었다. 1427년(세종 9)에 다시 양주에 속하게 되었다. 1980년에 양주군으로부터 신설된 남양주군에 편입되었다. 1995년 미금시와 남양주군이 통합하여 남양주시가 되었다.

## 파계
시조 직후 세계(世系)가 실전되고 몇 세대가 지났는지는 알 수 없으나 후손 천화사전직(天和寺殿直)을 지낸 조지린(趙之藺)을 계조(系祖)로 하는 호군공파, 회양공파, 금주공파, 문하시중평장사(門下侍中平章事)를 지낸 조신혁(趙臣赫)을 계조로 하는 평장사공파, 상장군(上將軍)을 지낸 조보(趙寶)를 계조로 하는 상장군공파로 총 3계 5파가 있다. 각 계(系)는 서로 촌수를 가릴 수 없어 항렬을 따로 사용한다.
- 전직공계(殿直公系) - 조지린(趙之藺)
  - 호군공파(護軍公派) - 조사충(趙思忠)
  - 회양공파(淮陽公派) - 조신(趙愼)
  - 금주공파(錦州公派) - 조임(趙𥙛(示+任))

- 평장사공파(平章事公派) - 조신혁(趙臣赫)

- 상장군공파(上將軍公派) - 조보(趙寶)
  - 이 파는 관향을 강진(康津←道康)으로 삼고 세종대왕 때 문신이자 조보의 8세손인 조주(趙注)를 시조로 하였으나, 정조 때 회양공파 후손인 조홍진(趙弘鎭)이 강진 현감으로 부임하고 호적을 살펴 조보가 조맹의 후손임을 확인한 후, 예조에 통보를 하고 임금의 재가를 얻어 풍양으로 환본(還本)하였다.

## 항렬자
- 호군공파, 회양공파, 금주공파

| 24세   | 25세     | 26세   | 27세     | 28세   | 29세     | 30세   | 31세     | 32세   | 33세     | 34세   | 35세     | 36세   | 37세     | 38세   | 39세     | 40세   | 41세     | 42세   | 43세     |
| ------ | -------- | ------ | -------- | ------ | -------- | ------ | -------- | ------ | -------- | ------ | -------- | ------ | -------- | ------ | -------- | ------ | -------- | ------ | -------- |
| 동(東) | 口구(九) | 남(南) | 口연(衍) | 성(誠) | 口희(熙) | 용(鏞) | 口신(新) | 중(重) | 口규(揆) | 용(用) | 口원(元) | 상(商) | 口형(衡) | 무(茂) | 口범(範) | 강(康) | 口재(宰) | 종(鍾) | 口주(湊) |

- 평장사공파

| 17세   | 18세     | 19세   | 20세     | 21세   | 22세     | 23세   | 24세     | 25세   | 26세     | 27세   | 28세     | 29세   | 30세     | 31세   | 32세     | 33세   | 34세     | 35세   | 36세     | 37세   | 38세     | 39세   | 40세     | 41세   | 42세     | 43세   | 44세     | 45세   | 46세     | 47세   | 48세     | 49세   | 50세     |
| ------ | -------- | ------ | -------- | ------ | -------- | ------ | -------- | ------ | -------- | ------ | -------- | ------ | -------- | ------ | -------- | ------ | -------- | ------ | -------- | ------ | -------- | ------ | -------- | ------ | -------- | ------ | -------- | ------ | -------- | ------ | -------- | ------ | -------- |
| 만(萬) | 口년(年) | 희(熙) | 口재(載) | 돈(敦) | 口묵(默) | 병(柄) | 口기(紀) | 강(康) | 口규(揆) | 연(演) | 口행(行) | 진(振) | 口동(東) | 순(淳) | 口경(卿) | 기(祺) | 口성(成) | 창(彰) | 口중(重) | 연(縯) | 口직(稙) | 범(範) | 口용(鏞) | 승(承) | 口욱(旭) | 녕(寧) | 口무(茂) | 재(宰) | 口정(程) | 태(兌) | 口우(宇) | 건(建) | 口보(輔) |

- 상장군공파

| 24세   | 25세     | 26세   | 27세     | 28세   | 29세     | 30세   | 31세     | 32세   | 33세     | 34세   | 35세     | 36세   | 37세     | 38세   | 39세     | 40세   | 41세     | 42세   | 43세     |
| ------ | -------- | ------ | -------- | ------ | -------- | ------ | -------- | ------ | -------- | ------ | -------- | ------ | -------- | ------ | -------- | ------ | -------- | ------ | -------- |
| 갑(岬) | 口일(日) | 병(昺) | 口종(宗) | 성(晟) | 口기(玘) | 강(慷) | 口상(庠) | 성(聖) | 口채(蔡) | 진(陳) | 口건(乾) | 천(遷) | 口정(正) | 무(武) | 口회(回) | 용(庸) | 口신(薪) | 영(郢) | 口규(葵) |

## 정치가
- 조운흘 (云仡, 1332 ~ 1404) - 검교정 당 문학, 강릉부사
- 조익정 (益貞, 1436 ~ 1499) - 좌윤
- 조경 (儆, 1541 ~ 1609) - 훈련대장, 선무공신
- 조익 (翼, 1579 ~ 1655) - 성리학자, 좌의정
- 조형 (珩, 1606 ~ 1679) - 대사헌
- 조지겸 (持謙, 1639 ~ 1685) - 관찰사
- 조문명 (文命, 1680 ~ 1732) - 우의정
- 조상경 (尙絅, 1681 ~ 1746) - 좌참찬
- 조현명 (顯命, 1690 ~ 1752) - 영의정
- 조재호 (載浩, 1702 ~ 1762) - 좌의정
- 귀인 조씨 (1707 ~ 1780) - 조선 영조의 후궁
- 조엄 (曮, 1719 ~ 1777) - 제학
- 효순왕후 (1715 ~ 1751) - 조선 진종의 비
- 조경 (璥, 1727 ~ 1787) - 관찰사
- 조만영 (萬永, 1776 ~ 1846) - 외척, 영돈녕부사
- 조인영 (寅永, 1782 ~ 1850) - 외척, 영의정
- 조병현 (秉鉉, 1791 ~ 1846) - 외척, 판의금부사
- 신정왕후 (1809 ~ 1890) - 조선 익종의 비
- 조성하 (成夏, 1845 ~ 1881) - 외척, 좌참찬
- 조영하 (寧夏, 1845 ~ 1884) - 외척, 예조판서
- 조병건 (秉健, 1853 ~ 1924) - 중추원 참의
- 조정구 (鼎九, 1860 ~ 1926) - 예조참판, 흥선대원군의 사위
- 조동윤 (東潤, 1871 ~ 1923) - 조선귀족
- 조경하 (鏡夏, 1888 ~ 1941) - 조선총독부 중추원 참의
- 조대연 (大衍, 1888 ~ 1962) - 장례원 전사, 국회의원, 충북지사
- 조중구 (重九, 1906 ~ ?) - 조선귀족

- 조남수 (南壽, 1916 ~ 1976) - 국회의원
- 조광희 (洸熙, 1917 ~ 2017) - 국회의원
- 조남기 (南起, 1927 ~ 2018) - 중국 정치인
- 조순 (淳, 1928 ~ 2022) - 서울특별시장, 경제학자
- 조남욱 (南煜, 1933 ~ ) - 국회의원
- 조중연 (重衍, 1936 ~ 1998) - 국회의원
- 조남풍 (南豊, 1938 ~ ) - 한국 정치인
- 조남조 (南照, 1938 ~ ) - 국회의원
- 조인묵 (仁默, 1958 ~ ) - 양구군수
- 조종묵 (鍾默, 1961 ~ ) - 소방공무원, 소방청장
- 조남관 (南寬, 1965 ~ ) - 검사, 대검찰청 차장검사

## 과거 급제자
고려 문과
조운흘(趙云仡)
조선 문과
조계팽(趙季砰) 조추(趙秋) 조서정(趙瑞廷) 조추(趙秋) 조익정(趙益貞)
조구(趙球) 조세보(趙世輔) 조세철(趙世哲) 조인규(趙仁奎) 조종경(趙宗敬)
조세영(趙世英) 조덕수(趙德壽) 조덕수(趙德壽) 조선규(趙善奎) 조응룡(趙應龍)
조정기(趙廷機) 조휘(趙徽) 조정추(趙廷樞) 조응록(趙應祿) 조희보(趙希輔)
조익(趙翊) 조수준(趙守準) 조수익(趙守翼) 조즙(趙濈) 조수인(趙守寅)
조익(趙翼) 조정(趙靖) 조국빈(趙國賓) 조업(趙𤩶) 조방직(趙邦直)
조전소(趙全素) 조형(趙珩) 조적(趙績) 조형(趙珩) 조복양(趙復陽)
조전소(趙全素) 조여수(趙汝秀) 조성보(趙聖輔) 조시구(趙始久) 조지겸(趙持謙)
조상우(趙相愚) 조대수(趙大壽) 조중명(趙仲明) 조성복(趙聖復) 조세후(趙世垕)
조익명(趙翼命) 조석명(趙錫命) 조원명(趙遠命) 조상경(趙尙絅) 조상건(趙尙健)
조문명(趙文命) 조최수(趙最壽) 조상경(趙尙慶) 조현명(趙顯命) 조적명(趙迪命)
조경명(趙景命) 조상명(趙尙命) 조상행(趙尙行) 조한위(趙漢緯) 조경(趙擎)
조재민(趙載敏) 조재덕(趙載德) 조돈(趙暾) 조재호(趙載浩) 조재후(趙載厚)
조엄(趙曮) 조재홍(趙載洪) 조석우(趙錫愚) 조석룡(趙錫龍) 조석목(趙錫穆)
조문우(趙文宇) 조진형(趙鎭衡) 조준(趙㻐) 조재준(趙載俊) 조정(趙晸)
조영진(趙英鎭) 조환(趙瑍) 조재위(趙載偉) 조진택(趙鎭宅) 조상진(趙尙鎭)
조양진(趙壤鎭) 조재한(趙載翰) 조환(趙瑍) 조진용(趙鎭容) 조흥진(趙興鎭)
조공진(趙公鎭) 조진관(趙鎭寬) 조정진(趙鼎鎭) 조성진(趙城鎭) 조진성(趙鎭星)
조항진(趙恒鎭) 조홍진(趙弘鎭) 조석호(趙錫虎) 조운기(趙雲紀) 조각(趙恪)
조득영(趙得永) 조항존(趙恒存) 조만원(趙萬元) 조황진(趙璜鎭) 조정화(趙庭和)
조민화(趙民和) 조종영(趙鐘永) 조진화(趙晉和) 조양진(趙良鎭) 조운익(趙雲翊)
조덕(趙𣚅) 조직영(趙直永) 조종진(趙琮鎭) 조경진(趙經鎭) 조경진(趙璟鎭)
조만협(趙萬協) 조만영(趙萬永) 조운종(趙雲從) 조기영(趙冀永) 조의(趙嶷)
조인영(趙寅永) 조병현(趙秉鉉) 조용화(趙容和) 조병상(趙秉常) 조병구(趙秉玖)
조연춘(趙然春) 조병헌(趙秉憲) 조병귀(趙秉龜) 조학년(趙鶴年) 조병항(趙秉恒)
조운철(趙雲澈) 조연창(趙然昌) 조귀하(趙龜夏) 조봉하(趙鳳夏) 조병준(趙秉駿)
조원영(趙遠永) 조희철(趙熙哲) 조병기(趙秉夔) 조연흥(趙然興) 조운경(趙雲卿)
조헌영(趙獻永) 조병위(趙秉緯) 조문화(趙文和) 조용하(趙用夏) 조문하(趙文夏)
조운주(趙雲周) 조채(趙埰) 조연빈(趙然斌) 조희일(趙熙一) 조철증(趙喆增)
조병옥(趙秉鈺) 조연우(趙然友) 조성하(趙成夏) 조영하(趙榮夏) 조창화(趙昌和)
조영하(趙寧夏) 조경하(趙敬夏) 조만화(趙晩和) 조강하(趙康夏) 조준하(趙準夏)
조재원(趙在元) 조숙(趙土肅) 조술대(趙述大) 조병철(趙秉轍) 조승하(趙承夏)
조병필(趙秉弼) 조익영(趙翼永) 조횡(趙鑅) 조동필(趙東弼) 조동만(趙東萬)
조창하(趙昌夏) 조병익(趙秉翊) 조병승(趙秉升) 조석구(趙晳九) 조병건(趙秉健)
조병성(趙秉聖) 조장하(趙章夏) 조동협(趙東協) 조동면(趙東冕) 조영구(趙寧九)
조충하(趙忠夏) 조형하(趙衡夏) 조길하(趙吉夏) 조병집(趙秉輯) 조횡(趙鑅)
조동윤(趙東潤) 조범구(趙範九) 조선구(趙善九) 조남철(趙南轍) 조기하(趙夔夏)
조병승(趙秉承) 조동완(趙東完) 조성재(趙性載)
조서경(趙瑞卿) 조근(趙瑾) 조문언(趙文彦) 조사겸(趙思謙) 조흡(趙洽)
조경(趙儆) 조응진(趙應震) 조협(趙浹) 조형원(趙亨遠) 조종의(趙宗義)
조정우(趙廷瑀) 조정황(趙廷璜) 조대운(趙大云) 조남(趙男) 조계창(趙戒昌)
조득립(趙得立) 조시형(趙時亨) 조정빈(趙廷彬) 조만고(趙萬古) 조성화(趙聖和)
조지파(趙之頗) 조정서(趙廷恕) 조규(趙珪) 조종방(趙宗邦) 조지선(趙持善)
조충렴(趙忠廉) 조석지(趙錫祉) 조세호(趙世豪) 조진서(趙震瑞) 조종염(趙宗廉)
조세징(趙世徵) 조상준(趙尙儁) 조상걸(趙尙傑) 조명주(趙命周) 조성서(趙星瑞)
조언신(趙彦臣) 조두희(趙斗稀) 조휘(趙徽) 조재환(趙載煥) 조세풍(趙世豊)
조경(趙儆) 조덕진(趙德鎭) 조의진(趙毅鎭) 조경택(趙景宅) 조일진(趙逸鎭)
조운한(趙雲漢) 조광국(趙匡國) 조덕양(趙德壤) 조운영(趙運永) 조재봉(趙載鳳)
조득인(趙得仁) 조운구(趙雲衢) 조문언(趙文彦) 조대복(趙大福) 조휘감(趙徽鑑)
조정언(趙廷彦) 조경진(趙畊鎭) 조운서(趙雲瑞) 조만화(趙萬和) 조승화(趙升和)
조의감(趙毅鑑) 조병일(趙秉一) 조병칠(趙秉七) 조연목(趙然牧) 조성하(趙聲夏)
조병찬(趙秉瓚) 조익렬(趙益烈) 조병덕(趙秉德) 조수영(趙遂永) 조명하(趙明夏) 조면하(趙勉夏)
조흥하(趙興夏) 조호영(趙祜永) 조동혁(趙東赫)
조형(趙炯) 조구(趙球) 조세철(趙世哲) 조인규(趙仁奎) 조세호(趙世豪)
조승종(趙承宗) 조종경(趙宗敬) 조이(趙耳) 조찬(趙璨) 조정기(趙廷機)
조간(趙侃) 조휘(趙徽) 조사상(趙士祥) 조황(趙璜) 조수헌(趙守憲)
조수준(趙守準) 조익(趙翊) 조관(趙瓘) 조즙(趙濈) 조수인(趙守寅)
조수익(趙守翼) 조업(趙𤩶) 조굉중(趙閎中) 조기원(趙基遠) 조여빈(趙汝彬)
조여수(趙汝秀) 조인형(趙仁亨) 조진양(趙進陽) 조현양(趙顯陽) 조질(趙瓆)
조릉(趙稜) 조중운(趙仲耘) 조상정(趙相鼎) 조이수(趙頤壽) 조상개(趙相槩)
조지항(趙持恒) 조귀중(趙貴中) 조시진(趙始晉) 조서(趙瑞) 조직(趙稷)
조의운(趙義耘) 조문명(趙文命) 조봉명(趙鳳命) 조최수(趙最壽) 조영명(趙永命)
조기주(趙箕疇) 조귀명(趙龜命) 조복명(趙復命) 조상기(趙尙紀) 조한사(趙漢師)
조상행(趙尙行) 조한숙(趙漢淑) 조재억(趙載億) 조재민(趙載敏) 조지명(趙祉命)
조재선(趙載選) 조엄(趙曮) 조한철(趙漢哲) 조재홍(趙載洪) 조재연(趙載淵)
조재부(趙載溥) 조재만(趙載萬) 조진권(趙鎭權) 조정(趙晸) 조상계(趙尙繼)
조재완(趙載完) 조정진(趙鼎鎭) 조중진(趙重鎭) 조재준(趙載俊) 조재술(趙載述)
조명세(趙命世) 조경식(趙慶拭) 조노진(趙潞鎭) 조내진(趙來鎭) 조진관(趙鎭寬)
조재천(趙載天) 조홍진(趙弘鎭) 조운기(趙雲紀) 조발(趙王發) 조원(趙瑗)
조시순(趙時淳) 조진녕(趙鎭寧) 조운경(趙雲絅) 조수덕(趙樹德) 조진구(趙鎭球)
조응진(趙應鎭) 조석검(趙錫儉) 조민화(趙民和) 조종진(趙琮鎭) 조학수(趙學洙)
조만대(趙萬大) 조진화(趙晉和) 조풍진(趙豊鎭) 조운익(趙雲翊) 조진실(趙鎭室)
조철영(趙徹永) 조운성(趙雲成) 조진익(趙鎭翊) 조운빈(趙雲彬) 조태영(趙泰永)
조경진(趙璟鎭) 조철영(趙哲永) 조진원(趙鎭遠) 조영(趙泳) 조인영(趙寅永)
조만시(趙萬始) 조운상(趙雲象) 조만운(趙萬運) 조민영(趙敏永) 조병연(趙秉淵)
조병연(趙秉淵) 조병상(趙秉常) 조석년(趙錫年) 조관화(趙寬和) 조희원(趙熙元)
조병귀(趙秉龜) 조연천(趙然天) 조중화(趙重和) 조연도(趙然道) 조병위(趙秉緯)
조양화(趙養和) 조발영(趙發永) 조문화(趙文和) 조원화(趙元和) 조능하(趙能夏)
조병준(趙秉駿) 조운용(趙雲容) 조연흥(趙然興) 조병원(趙秉元) 조길화(趙吉和)
조경화(趙景和) 조운섭(趙雲涉) 조윤화(趙允和) 조기하(趙麒夏) 조운석(趙雲奭)
조근화(趙近和) 조연빈(趙然斌) 조준하(趙準夏) 조영화(趙英和) 조장화(趙鏘和)
조연철(趙然喆) 조연보(趙然普) 조희식(趙熙軾) 조원하(趙元夏) 조연응(趙然膺)
조창증(趙昌增) 조겸진(趙謙鎭) 조용(趙墉) 조방화(趙昉和) 조병로(趙秉輅)
조정화(趙正和) 조두년(趙斗年) 조희경(趙熙敬) 조긍하(趙肯夏) 조면하(趙冕夏)
조병리(趙秉鯉) 조흥종(趙興鐘) 조창영(趙昌永) 조병승(趙秉昇) 조동협(趙東恊)
조동순(趙東純) 조성하(趙性夏) 조종하(趙宗夏) 조병홍(趙秉洪) 조동석(趙東奭)
조규하(趙圭夏) 조건영(趙建永) 조병립(趙秉立) 조형하(趙衡夏) 조창하(趙昶夏)
조정하(趙正夏) 조운흥(趙雲興) 조병륜(趙秉倫) 조항재(趙恒載) 조병길(趙秉吉)
조항연(趙恒衍) 조기하(趙夔夏) 조의영(趙義永) 조병한(趙秉漢) 조승연(趙昇衍)
조범구(趙範九) 조희목(趙熙穆) 조남직(趙南稷) 조성재(趙性載) 조병철(趙秉哲)
조정하(趙定夏) 조동식(趙東植) 조설하(趙卨夏) 조용하(趙鏞夏) 조만하(趙晩夏)
조영신(趙永新)
조형(趙炯) 조팽(趙彭) 조원규(趙元奎) 조세영(趙世英) 조선규(趙善奎)
조문웅(趙文雄) 조기문(趙起文) 조덕수(趙德壽) 조윤성(趙允成) 조응룡(趙應龍)
조정간(趙廷幹) 조봉(趙逢) 조정추(趙廷樞) 조정량(趙廷樑) 조휘(趙徽)
조응록(趙應祿) 조수일(趙守一) 조수륜(趙守倫) 조광현(趙光玹) 조희보(趙希輔)
조성중(趙省中) 조광경(趙光瓊) 조정(趙靖) 조국빈(趙國賓) 조광벽(趙光璧)
조홍원(趙弘遠) 조여빈(趙汝彬) 조전소(趙全素) 조적(趙績) 조숙(趙璹)
조창한(趙昌漢) 조내양(趙來陽) 조복양(趙復陽) 조정진(趙廷晉) 조장한(趙章漢)
조상변(趙相抃) 조상정(趙相鼎) 조상우(趙相愚) 조성보(趙聖輔) 조색(趙穡)
조인보(趙仁輔) 조지겸(趙持謙) 조지헌(趙持憲) 조지정(趙持正) 조명화(趙鳴和)
조대수(趙大壽) 조승(趙昇) 조세윤(趙世胤) 조유수(趙𥙿壽) 조성필(趙聖弼)
조상붕(趙尙鵬) 조돈(趙暾) 조상건(趙尙健) 조석명(趙錫命) 조원명(趙遠命)
조경명(趙景命) 조문명(趙文命) 조상경(趙尙慶) 조상웅(趙尙熊) 조해수(趙海壽)
조봉명(趙鳳命) 조익명(趙翼命) 조준명(趙駿命) 조상경(趙尙絅) 조성집(趙聖集)
조한위(趙漢緯) 조현명(趙顯命) 조택명(趙宅命) 조두수(趙斗壽) 조상명(趙尙命)
조적명(趙迪命) 조상정(趙尙鼎) 조귀명(趙龜命) 조세복(趙世復) 조천경(趙天經)
조명적(趙命迪) 조정회(趙廷晦) 조재건(趙載健) 조징(趙徵) 조재호(趙載浩)
조시언(趙時彦) 조재일(趙載一) 조계(趙棨) 조근(趙瑾) 조재홍(趙載洪)
조수(趙脩) 조한우(趙漢禹) 조현우(趙顯宇) 조재후(趙載厚) 조재도(趙載道)
조익진(趙益鎭) 조성진(趙城鎭) 조진헌(趙鎭憲) 조석철(趙錫喆) 조유진(趙維鎭)
조진관(趙鎭寬) 조용진(趙容鎭) 조항진(趙恒鎭) 조진완(趙鎭完) 조문언(趙文彦)
조진명(趙鎭明) 조진택(趙鎭宅) 조기진(趙器鎭) 조진규(趙鎭奎) 조운회(趙雲會)
조진녕(趙鎭寧) 조진구(趙鎭球) 조경진(趙經鎭) 조진곤(趙鎭坤) 조양진(趙良鎭)
조종영(趙鐘永) 조정화(趙庭和) 조운사(趙雲師) 조필감(趙弼鑑) 조만영(趙萬永)
조운빈(趙雲彬) 조원영(趙原永) 조운로(趙雲路) 조운귀(趙雲龜) 조운서(趙雲緖)
조운표(趙雲杓) 조운명(趙雲明) 조정화(趙鼎和) 조현옥(趙玄玉) 조기영(趙冀永)
조병진(趙𤦋鎭) 조용화(趙容和) 조평진(趙玶鎭) 조최영(趙㝡永) 조현령(趙玄齡)
조학년(趙鶴年) 조연명(趙然明) 조배영(趙配永) 조진훈(趙鎭勳) 조태년(趙泰年)
조규년(趙奎年) 조운철(趙雲徹) 조운근(趙雲近) 조병헌(趙秉憲) 조행진(趙行鎭)
조영록(趙英祿) 조근화(趙根和) 조건화(趙建和) 조희영(趙喜永) 조장화(趙璋和)
조운시(趙雲始) 조헌영(趙獻永) 조영화(趙永和) 조명하(趙命夏) 조용하(趙龍夏)
조희필(趙熙弼) 조병석(趙秉錫) 조운호(趙雲灝) 조식(趙埴) 조희철(趙熙哲)
조병악(趙秉岳) 조운경(趙雲卿) 조시영(趙時永) 조희석(趙熙奭) 조응화(趙應和)
조연삼(趙然三) 조병검(趙秉儉) 조연삼(趙然參) 조철증(趙喆增) 조서년(趙徐年)
조영하(趙榮夏) 조운한(趙雲漢) 조채(趙埰) 조희백(趙熙百) 조연호(趙然浩)
조경(趙坰) 조영화(趙榮和) 조승화(趙承和) 조승화(趙升和) 조숙(趙土肅)
조재원(趙在元) 조헌재(趙憲載) 조경(趙𡐹) 조재일(趙在一) 조경하(趙敬夏)
조희탁(趙熙倬) 조두년(趙斗年) 조횡(趙鑅) 조봉재(趙鳳載) 조희태(趙熙泰)
조병순(趙秉純) 조두영(趙斗永) 조희준(趙熙駿) 조문영(趙聞永) 조정하(趙定夏)
조영하(趙英夏) 조병승(趙秉升) 조병정(趙秉鼎) 조병성(趙秉聖) 조병희(趙秉喜)
조병징(趙秉澄) 조병우(趙秉愚) 조남륜(趙南輪) 조병억(趙秉億) 조덕재(趙悳載)
조인하(趙寅夏) 조봉구(趙鳳九) 조명하(趙命夏) 조용재(趙龍載) 조동억(趙東億)
조동건(趙東健) 조병균(趙秉均) 조동연(趙東淵) 조남일(趙南一) 조동규(趙東奎)
조남준(趙南駿) 조기하(趙綺夏) 조범구(趙範九) 조정하(趙貞夏) 조원구(趙元九)
조병규(趙秉珪) 조범하(趙範夏) 조광하(趙光夏) 조종구(趙鍾九) 조동수(趙東秀)
조동재(趙東宰) 조동오(趙東五) 조동식(趙東植) 조대연(趙大衍)
조중흥(趙仲興)
조벽(趙璧) 조언국(趙彦國)
조함영(趙咸永) 조태영(趙泰永) 조운명(趙雲明) 조민영(趙敏永) 조운귀(趙雲龜)
조운표(趙雲杓) 조철영(趙哲永) 조제화(趙濟和) 조철영(趙徹永) 조만시(趙萬始)
조운상(趙雲象) 조운제(趙雲躋) 조최영(趙㝡永) 조배영(趙配永) 조병진(趙𤦋鎭)
조연대(趙然大) 조만대(趙萬大) 조운소(趙雲紹) 조병귀(趙秉龜) 조연명(趙然明)
조덕영(趙德永) 조운근(趙雲近) 조운시(趙雲始) 조규영(趙揆永) 조규년(趙奎年)
조헌영(趙獻永) 조운용(趙雲容) 조병연(趙秉淵) 조명하(趙命夏) 조병원(趙秉元)
조병악(趙秉岳) 조운주(趙雲柱) 조병기(趙秉錡) 조병정(趙秉正) 조식(趙埴)
조병문(趙秉文) 조응화(趙應和) 조준하(趙準夏) 조운긍(趙雲兢) 조희석(趙熙奭)
조희백(趙熙百) 조원(趙垣) 조양화(趙養和) 조병익(趙秉益) 조용하(趙龍夏)
조운한(趙雲漢) 조진화(趙晉和) 조정화(趙庭和) 조직영(趙直永) 조경진(趙經鎭)
조종진(趙琮鎭) 조경진(趙璟鎭) 조만영(趙萬永) 조만협(趙萬協) 조용화(趙容和)
조병현(趙秉鉉) 조병상(趙秉常) 조병구(趙秉玖) 조병헌(趙秉憲) 조연춘(趙然春)
조연창(趙然昌) 조덕(趙𣚅) 조기영(趙冀永) 조인영(趙寅永) 조병항(趙秉恒)
조학년(趙鶴年) 조운철(趙雲澈) 조병창(趙秉昌) 조병준(趙秉駿) 조봉하(趙鳳夏)
조귀하(趙龜夏) 조연흥(趙然興) 조원영(趙遠永) 조병기(趙秉夔) 조희철(趙熙哲)
조운경(趙雲卿) 조문화(趙文和) 조병위(趙秉緯) 조용하(趙用夏) 조문하(趙文夏)
조채(趙埰) 조연빈(趙然斌) 조병옥(趙秉鈺) 조성하(趙成夏) 조영하(趙榮夏)
조희일(趙熙一) 조병우(趙秉友) 조창영(趙昌永) 조집영(趙潗永) 조영하(趙寧夏)
조집하(趙潗夏) 조경하(趙敬夏) 조강하(趙康夏) 조병철(趙秉轍) 조숙하(趙肅夏)
조병필(趙秉弼) 조익영(趙翼永) 조동만(趙東萬) 조창하(趙昌夏) 조승하(趙承夏)
조동필(趙東弼) 조채하(趙采夏) 조덕영(趙德永) 조용하(趙用夏) 조명하(趙明夏)
조정하(趙鼎夏) 조응하(趙應夏) 조영하(趙英夏) 조용하(趙容夏) 조병선(趙秉善)
조병의(趙秉毅) 조학춘(趙學春) 조의존(趙毅存) 조기년(趙冀年) 조태하(趙泰夏)
조술영(趙述永) 조병칠(趙秉七) 조학춘(趙學春) 조만혁(趙萬赫) 조명하(趙明夏)
조균(趙均) 조응하(趙應夏) 조장화(趙鏘和) 조기년(趙冀年) 조정하(趙鼎夏)
조혁(趙啄) 조병필(趙秉弼) 조용하(趙容夏) 조동훈(趙東勳) 조병익(趙秉翊)
조운영(趙運永) 조덕영(趙德永) 조의존(趙毅存) 조휘감(趙徽鑑) 조안화(趙安和)
조연목(趙然牧) 조철하(趙喆夏) 조동욱(趙東旭) 조동시(趙東始) 조재하(趙在夏)
조균하(趙均夏) 조태하(趙泰夏) 조병길(趙秉吉) 조건하(趙健夏) 조운상(趙雲祥)
조운구(趙雲衢) 조운형(趙雲炯) 조운호(趙雲豪) 조현옥(趙玄鈺) 조운정(趙雲程)
조병일(趙秉一) 조방화(趙邦和) 조병의(趙秉毅) 조용하(趙用夏) 조범화(趙範和)
조병선(趙秉善) 조영하(趙英夏) 조석하(趙奭夏) 조정하(趙正夏) 조경(趙坰)
조용하(趙龍夏) 조연성(趙然成) 조기준(趙起駿) 조준하(趙駿夏) 조기준(趙起駿)
조함영(趙咸永) 조최영(趙㝡永) 조철영(趙徹永) 조덕영(趙德永) 조운명(趙雲明)
조운표(趙雲杓) 조면하(趙冕夏) 조희식(趙熙軾) 조길화(趙吉和) 조성화(趙聖和)
조연철(趙然喆) 조연호(趙然浩) 조운제(趙雲躋) 조운상(趙雲象) 조연대(趙然大)
조병진(趙𤦋鎭) 조연명(趙然明) 조만시(趙萬始) 조정화(趙正和) 조만대(趙萬大)
조운시(趙雲始) 조규영(趙揆永) 조규년(趙奎年) 조헌영(趙獻永) 조운용(趙雲容)
조병위(趙秉緯) 조병연(趙秉淵) 조명하(趙命夏) 조관화(趙寬和) 조중화(趙重和)
조병성(趙秉性) 조원화(趙元和) 조면수(趙勉秀) 조연천(趙然天) 조운주(趙雲柱)
조병기(趙秉錡) 조응화(趙應和) 조식(趙埴) 조병문(趙秉文) 조병악(趙秉岳)
조병정(趙秉正) 조병리(趙秉履) 조희필(趙熙弼) 조병각(趙秉珏) 조영화(趙永和)
조만긍(趙萬兢) 조연삼(趙然三) 조철현(趙嚞鉉) 조운섭(趙雲涉) 조승년(趙昇年)
조영화(趙英和) 조희석(趙熙奭) 조희백(趙熙百) 조원(趙垣) 조원(趙垣)
조준하(趙準夏) 조운긍(趙雲兢) 조양화(趙養和) 조병익(趙秉益) 조운한(趙雲漢)
문과
조주(趙注)
무과
조몽희(趙夢希) 조담(趙談) 조양(趙揚) 조태벽(趙泰璧) 조태빈(趙泰玭)
조윤국(趙潤國) 조급(趙汲) 조청(趙晴) 조태주(趙泰柱) 조음(趙崟)
조태일(趙泰逸) 조숭(趙崇) 조중삼(趙重三) 조봉규(趙鳳圭) 조태운(趙泰云)
조명삼(趙明三) 조상(趙相)
생원시
조세호(趙世豪)

## 조선 왕실과의 인척관계
- 인평대군의 사위 조기수(趙祺壽)
- 영조의 후궁 귀인 조씨(貴人趙氏)
- 진종의 정비 효순왕후(孝純王后)
- 익종의 정비 신정왕후(神貞王后)

## 같이 보기
- 풍양현
- 천마산
- 신 안동 김씨